# سايوري أوتشيدا
سايوري أوتشيدا (باليابانية: 内田さゆり؛ بالكانا: うちだ さゆり) هي ممثلة يابانية، ولدت في 25 أكتوبر 1972 في كاناغاوا في اليابان.

## وصلات خارجية
- سايوري أوتشيدا على موقع IMDb (الإنجليزية)
- سايوري أوتشيدا على موقع ميوزك برينز (الإنجليزية)